# Andrea Zaccariello
Andrea Zaccariello (Sassuolo, 13 giugno 1966) è un regista e sceneggiatore italiano.

## Biografia
Figlio di Giuseppe Zaccariello (produttore attivo negli anni sessanta e settanta su film come A ciascuno il suo e Escalation), ha diretto più di duecento filmati pubblicitari dal 1990 tra cui Lavazza, Crodino, Parmacotto (con Cristian De Sica), Rai-Di tutto di più, Unicredit, Yomo (con Aldo Giovanni e Giacomo), Pagine Gialle (con Claudio Bisio), Kimbo (con Gigi Proietti). e vincendo premi nazionali e internazionali come il New Talent Global Showcase nel Cannes International Advertising Film Festival, il New York Advertising Film Festival e il Movie Star Best Director Award. 
Al cinema ha realizzato diversi cortometraggi e alcuni lungometraggi. Ci vediamo domani (2013) è stato selezionato per il 2013 Montreal World Film Festival, per il 38th Hong Kong International Film Festival e per il 2013 Toronto ICFF ed è stato inoltre distribuito a New York, proiettato al Lincoln Center di Manhattan, a Philadelphia, Chicago, Washington DC e Scottsdale.
Ha vinto un Nastro d'argento al miglior cortometraggio per il film Gioco da vecchi e ricevuto una menzione speciale per la sceneggiatura per il film TV. Ha ricevuto una candidatura al David di Donatello per il miglior cortometraggio per il film Caffè Capo. Fa parte dell'Accademia nazionale del cinema italiano.
Nel 2019 ha scritto e diretto il thriller Non sono un assassino, tratto dall'omonimo romanzo, con Riccardo Scamarcio, Claudia Gerini, Edoardo Pesce e Alessio Boni, Premio della Giuria al Suspense Film Festival di Kolobrzeg e vincitore Best screenplay e Best director al DEA Film Festival.
I suoi film sono stati proiettati nei Film Festival di Berlino, Cannes, Venezia, Clermont-Ferrand, Tampere, Santiago, Locarno, Porto, Mosca, Huston, Jakarta, Palm Beach, Barcellona, Istanbul, Madrid.

## Filmografia

### Cortometraggi
- Gioco da vecchi (1996)
- La moglie (2008)
- TV (2009)
- Caffè Capo (2010)
- Il cane (2011)

### Lungometraggi
- Boom (1999)
- Una specie di appuntamento, episodio del film Sei come sei (2002)
- Ci vediamo domani (2013)
- Non sono un assassino (2019)

## Riconoscimenti
- David di Donatello
  - 2011 – Candidatura al David di Donatello per il miglior cortometraggio per Caffè Capo
- Nastro d'argento
  - 1996 – Nastro d'argento al miglior cortometraggio per Gioco da vecchi
  - 2010 – Menzione speciale alla sceneggiatura per TV
- Premio nazionale per il cortometraggio sociale Nickelodeon
  - 2011 – Premio della critica per Caffè Capo
- Asti Film Festival
  - 2013 – Miglior regia per Ci vediamo domani